# Мартино (Болгария)
Мартино (болг. Мартино) — село в Болгарии. Находится в Кырджалийской области, входит в общину Кырджали. Население составляет 9 человек.

## Политическая ситуация
В местном кметстве Голяма-Бара, в состав которого входит Мартино, должность кмета (старосты) исполняет Мустафа Осман Мустафа (Движение за права и свободы (ДПС)) по результатам выборов правления кметства.
Кмет (мэр) общины Кырджали — Хасан Азис (Движение за права и свободы (ДПС)) по результатам выборов в правление общины.